# Artemisia dracunculus
Il dragoncello (nome scientifico  Artemisia dracunculus  L., 1753) è una specie di pianta angiosperma dicotiledone della famiglia delle Asteraceae (sottofamiglia Asteroideae, tribù Anthemideae (Asian-southern African grade) e sottotribù Artemisiinae).

## Etimologia
Il nome Artemisia, di etimologia incerta, è ricondotto alla dea greca della caccia Artemide, o secondo un'altra ipotesi alla regina Artemisia († 350 a.C.), succeduta sul trono di Caria al fratello e consorte Mausolo; si ipotizza inoltre un riferimento al greco artemes (“sano”), con allusione alle proprietà medicamentose delle piante del genere.. L'epiteto specifico (dracunculus) deriva dal greco "draconis" (= drago) e "-unculus" (= piccolo), quindi simile a "piccolo drago o serpente". Sembra che il nome sia stato dato per la somiglianza del rizoma con un piccolo serpente (da Plinio).
Il nome scientifico della specie è stato definito dal botanico Carl Linnaeus (1707-1778) nella pubblicazione " Species Plantarum" (  Sp. Pl. [Linnaeus] 2: 849) del 1753.
È detto anche "dragone", "tarfone", "tragone", "serpentaria".

## Descrizione

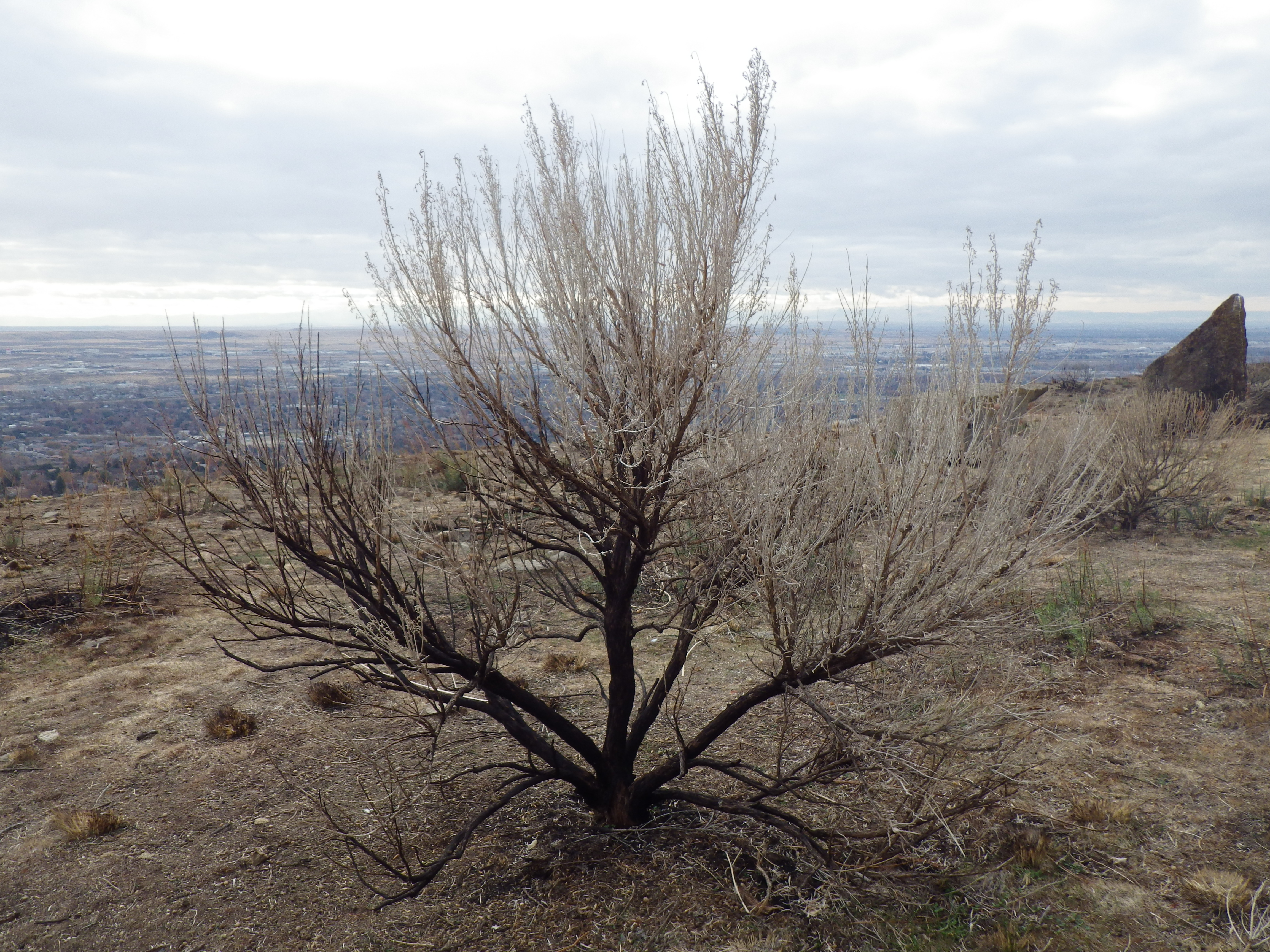
Il portamento

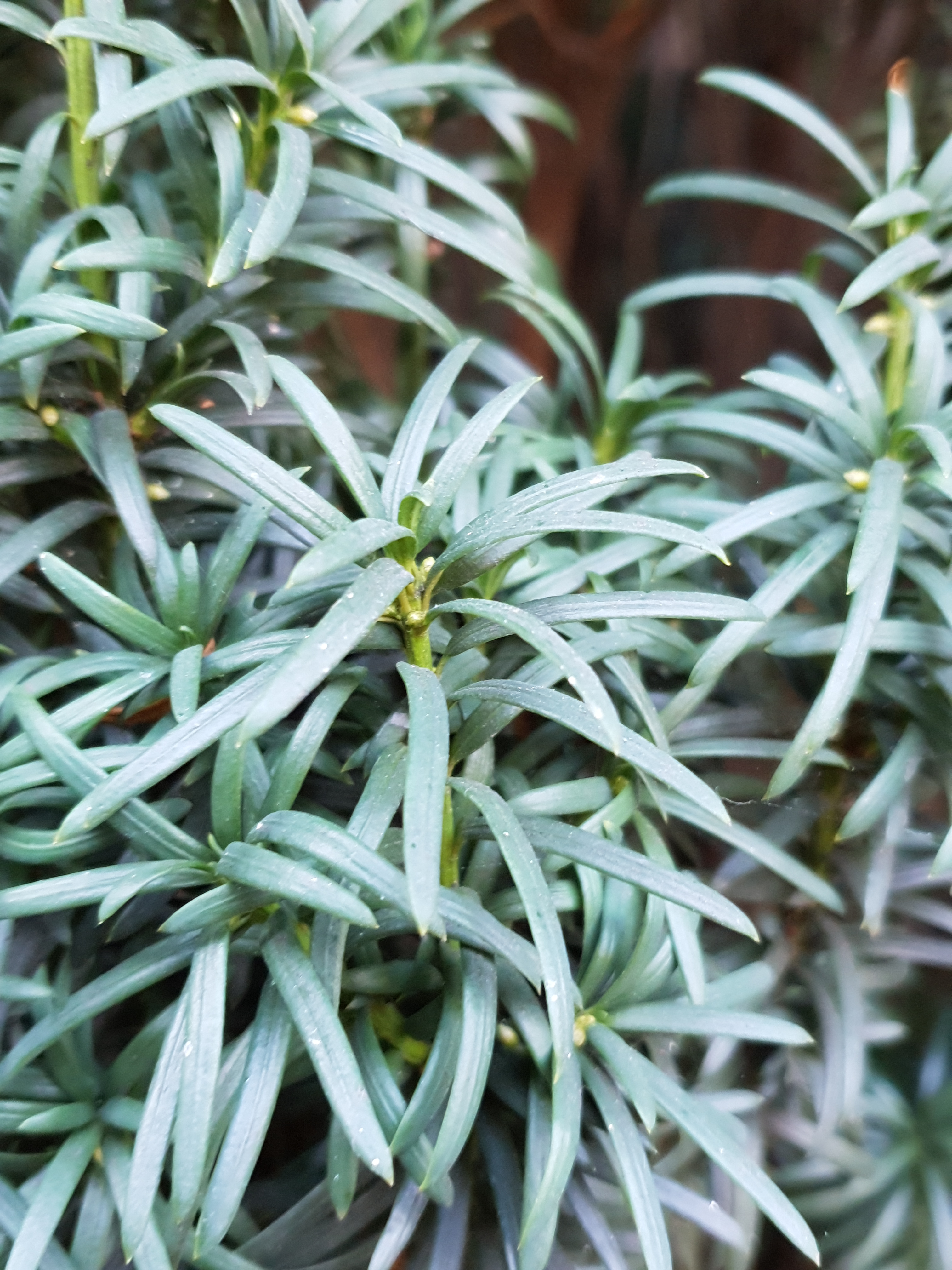
Le foglie

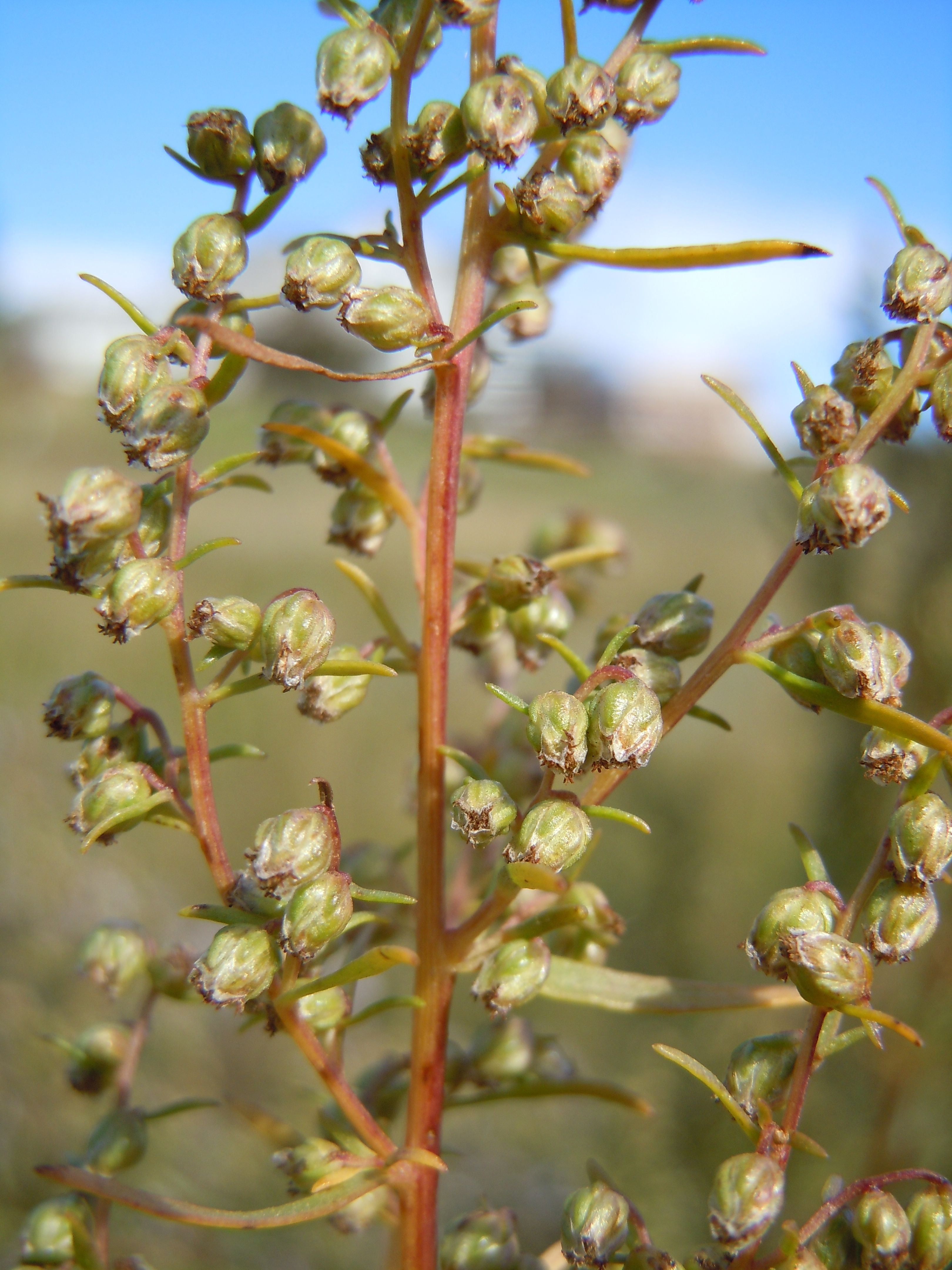
Infiorescenza

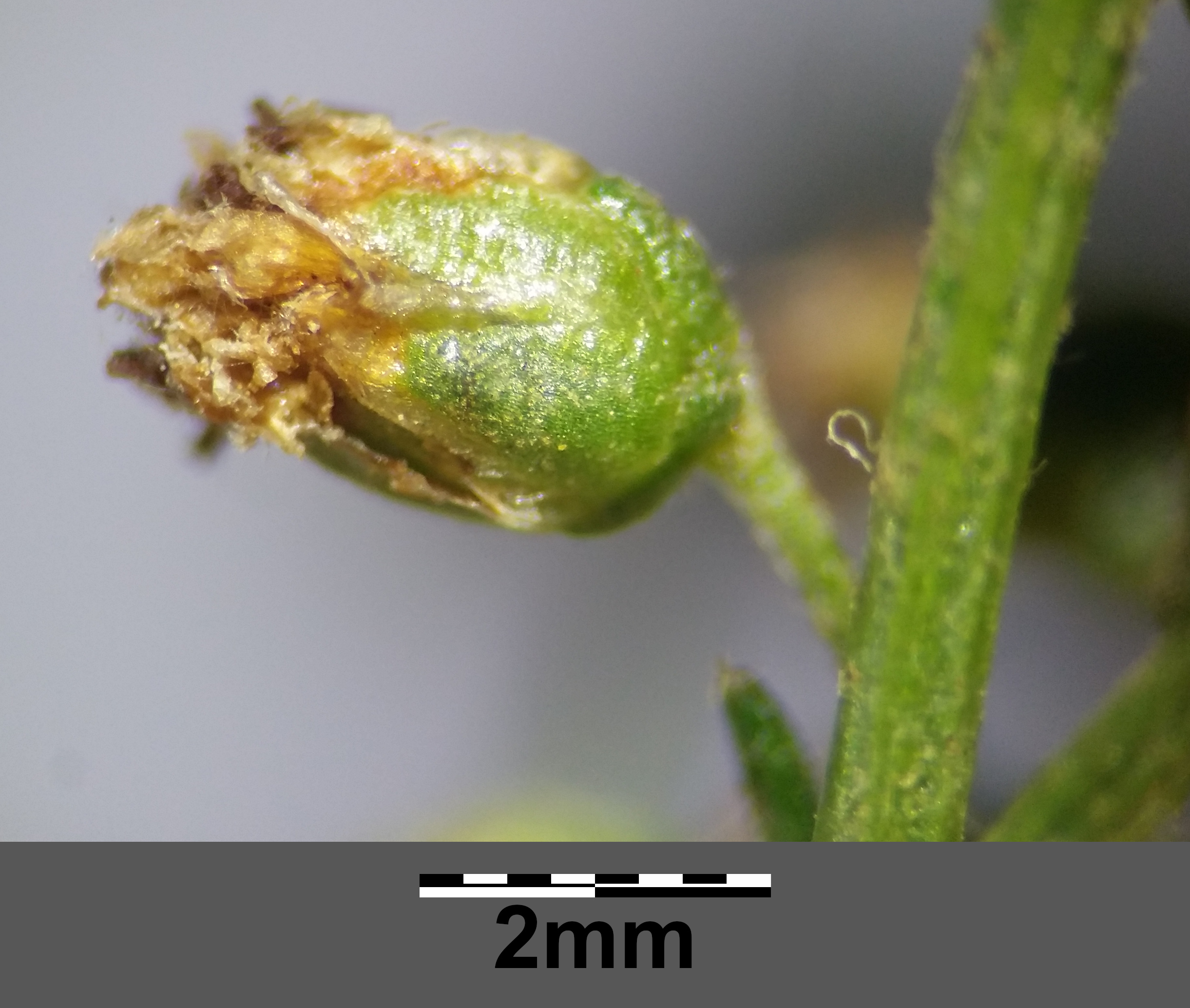
I fiori

Portamento. La specie di questa voce ha un habitus di tipo erbaceo perenne. La forma biologica è camefita suffruticosa (Ch suffr), sono piante perenni e legnose alla base, con gemme svernanti poste ad un'altezza dal suolo tra i 2 ed i 30 cm (le porzioni erbacee seccano annualmente e rimangono in vita soltanto le parti legnose). La pianta è glabra, aromatica e amara.
Radici. Le radici sono secondarie da rizoma e sono colorate di color marrone.
Fusto. Il fusto forma dei cespugli che possono raggiungere l'altezza di circa un metro (6 - 12 dm); i rami sono eretti colorati da verde a marrone o bruno-rossastro; sono alquanto legnosi e glabri.
Foglie.  Le foglie sono sottili, lucenti e di colore verde scuro. Quelle inferiori sono trifide, quelle superiori hanno delle forme lineari-lanceolate. Dimensione delle foglie: larghezza 2 - 10 mm; lunghezza 20 - 80 mm.
Infiorescenza. Le sinflorescenze sono formate da piccoli capolini penduli raccolti in pannocchie fogliose piramidali. Le infiorescenze vere e proprie sono composte da un capolino terminale peduncolato di tipo disciforme. I capolini sono formati da un involucro, con forme emisferiche o globose, composto da 2 a 20 brattee, al cui interno un ricettacolo fa da base ai fiori del disco (quelli del raggio qui sono assenti). Le brattee, colorate di marrone chiaro, largamente lanceolate, a consistenza membranosa e con margini largamente ialini e glabri, sono disposte in modo più o meno embricato su più serie. Il ricettacolo è nudo ossia senza pagliette a protezione della base dei fiori; la forma è piatta. Diametro dei capolini: 2 - 3 mm. Dimensione delle sinflorescenze: 15 – 45 × 6 – 30 cm.
Fiori.  I fiori (femminili esterni da 6 a 25; bisessuali interni da 8 a 20) sono tetra-ciclici (formati cioè da 4 verticilli: calice – corolla – androceo – gineceo) e pentameri (calice e corolla formati da 5 elementi). Sono numerosi con forme brevemente tubulose (attinomorfe); sono ermafroditi. Possono essere divisi tra fiori solamente femminili (posti alla periferia) e fiori bi-sessuali (posti al centro) o funzionalmente maschili. 
- Formula fiorale:

*/x K {\displaystyle \infty }, [C (5), A (5)], G 2 (infero), achenio
- Calice: i sepali del calice sono ridotti ad una coroncina di squame.

- Corolla: le corolle dei fiori periferici sono affusolate con lembi più o meno ligulati o filiformi; le corolle di quelli più centrali sono pentalobate a forma deltata. Il colore della corolla è verde-giallastro.

- Androceo: l'androceo è formato da 5 stami (alternati ai lobi della corolla) sorretti da filamenti generalmente liberi e sottili; gli stami sono connati e formano un manicotto circondante lo stilo. Le antere possono essere sia di tipo basifissa che medifissa (ossia attaccate al filamento per la base – nel primo caso; oppure in un punto intermedio – nel secondo caso).[16] Questa caratteristica ha valore tassonomico in quanto distingue i generi gli uni dagli altri. Normalmente le antere variano da ottuse (arrotondate) a leggermente appuntite alla base (o anche caudate); in alcune specie le appendici sono triangolari, lineari o ellittiche. Il tessuto endoteciale (rivestimento interno dell'antera) non è polarizzato. Il polline è sferico con un diametro medio di circa 25 micron;  è tricolporato (con tre aperture sia di tipo a fessura che tipo isodiametrica o poro) ed è più o meno echinato (con punte sporgenti).

- Gineceo: l'ovario è infero uniloculare formato da 2 carpelli. Lo stilo (il recettore del polline) è profondamente bifido (con due stigmi divergenti) e con le linee stigmatiche marginali separate o contigue. I due bracci dello stilo hanno una forma troncata e possono essere papillosi o ricoperti da ciuffi di peli.

- Antesi: da agosto a settembre.

Frutti. Il frutto è di colore scuro ed è grande 1-2 millimetri. I semi sono generalmente sterili.

## Biologia
Impollinazione: tramite insetti (impollinazione entomogama tramite farfalle diurne e notturne).

Riproduzione: la fecondazione avviene fondamentalmente tramite l'impollinazione dei fiori.

Dispersione: i semi cadono a terra e vengono dispersi soprattutto da insetti come formiche (disseminazione mirmecoria). Un altro tipo di dispersione è zoocoria: gli uncini delle brattee dell'involucro (se presenti) si agganciano ai peli degli animali di passaggio che portano così i semi anche su lunghe distanze. Inoltre per merito del pappo (se presente) il vento può trasportare i semi anche per alcuni chilometri (disseminazione anemocora).

## Distribuzione e habitat
Geoelemento: il tipo corologico (area di origine) è  Asiatico / Nord Americano.
Distribuzione: è originaria della Siberia meridionale e della Russia meridionale. In Italia è una specie coltivata, raramente cresce spontanea Si trova in America settentrionale e Eurasia.
Habitat: l'habitat tipico per queste piante sono i coltivi. Il substrato preferito è calcareo ma anche siliceo con pH neutro, alti valori nutrizionali del terreno che deve essere mediamente umido. 
Distribuzione altitudinale: sui rilievi alpini, in Italia, queste piante frequentano i seguenti piani vegetazionali: collinare, montano e in parte quello subalpino (oltre a quello planiziale). 

## Fitosociologia
Dal punto di vista fitosociologico alpino questa specie appartiene alla seguente comunità vegetale:
Formazione: delle comunità perenni nitrofile
Classe: Artemisietea vulgaris

## Sistematica
La famiglia di appartenenza di questa voce (Asteraceae o Compositae, nomen conservandum) probabilmente originaria del Sud America, è la più numerosa del mondo vegetale, comprende oltre 23.000 specie distribuite su 1.535 generi, oppure 22.750 specie e 1.530 generi secondo altre fonti (una delle checklist più aggiornata elenca fino a 1.679 generi). La famiglia attualmente (2021) è divisa in 16 sottofamiglie; la sottofamiglia Asteroideae è una di queste e rappresenta l'evoluzione più recente di tutta la famiglia.

### Filogenesi
Il gruppo di questa voce è descritto nella tribù Anthemideae, una delle 21 tribù della sottofamiglia Asteroideae). In base alle ultime ricerche nella tribù sono stati individuati (provvisoriamente) 4 principali lignaggi (o cladi); il genere  Artemisia (insieme alla sottotribù Artemisiinae) è incluso nel clade Asian-southern African grade.
Attualmente il genere, nell'ambito della flora spontanea italiana, è suddiviso in quattro sezioni e alcune sottosezioni. La specie di questa voce appartiene alla "Sezione IV" ( Dracunculus) caratterizzata dal ricettacolo glabro, dai capolini disciformi, dai fiori del disco maschili (quelli periferici sono femminili). Altra specie della stessa sezione: Artemisia scoparia  W. & K. (Assenzio scopario) e Artemisia campestris L. (Assenzio di campo).
Più in generale (in base ad una analisi completa del genere) la specie di questa voce appartiene al sottogenere Dracunculus (Besser) Rydb (vedi "clade 1") caratterizzato da cicli biologici perenni con portamenti erbacei o arbustivi (occasionalmente le erbe sono annuali), da foglie di vario genere, forme e dimensioni, da sinflorescenze panicolate (raramente si tratta di un racemo o un corimbo), da capolini del tipo eterogamo-disciforme con fiori centrali maschili o eterogamo-disciforme.
I caratteri distintivi della specie  Artemisia dracunculus sono:
- il portamento consiste in un cespuglio glabro;
- le foglie sono intere con forme lineari-lanceolate;
- le sinflorescenze sono formate da capolini penduli in pannocchie fogliose piramidali.

Il numero cromosomico delle specie di questa voce è: 2n = 18.

### Variabilità
Per questa specie sono riconosciute le seguenti sottospecie:
- Artemisia dracunculus var. changaica (Krasch.) Y.R.Ling, 1982 - Distribuzione: Cina
- Artemisia dracunculus var. dracunculus - Distribuzione: Eurasia e America settentrionale.
- Artemisia dracunculus subsp. ladakhensis L.Ali, Khuroo & A.H.Ganie, 2023  - Distribuzione: Himalaya occidentale.
- Artemisia dracunculus var. pamirica (C.Winkl.) Y.R.Ling & Humphries, 1988  - Distribuzione: Asia centrale
- Artemisia dracunculus var. qinghaiensis Y.R.Ling, 1988  - Distribuzione: Qinghai (Cina.
- Artemisia dracunculus var. turkestanica Krasch., 1946  - Distribuzione: Asia (fascia centrale dall'Anatolia alla Siberia orientale)

### Sinonimi
Sono elencati alcuni sinonimi per questa entità:
- Artemisia dracunculus subsp. typica H.M.Hall & Clem.
- Draconia dracunculus  (L.) Soják
- Oligosporus dracunculus  (L.) Poljakov

## Uso

### Culinario
È coltivato nell'Europa occidentale per i suoi usi gastronomici. Foglie e fiori vengono raccolti nei mesi più caldi. È molto utilizzato nella cucina toscana e in quella francese per insaporire pesce, uova e altre pietanze. È uno dei componenti principali della salsa bernese che si usa per accompagnare la carne alla griglia.

### Medicinale
Ha proprietà antisettiche e digestive. Le foglie contengono sali minerali e le vitamine A e C. Masticare le foglie riduce la sensibilità delle papille gustative, favorendo l'assunzione di medicine amare. Solitamente le foglie si usano tramite un infuso. Le radici danno sollievo al mal di gola e l'infuso di foglie stimola l'appetito.